# Caño Cristales
Caño Cristales (tiếng Anh: Crystal Channel) là con sông ở tỉnh Serrania de la Macarena, Colombia, và là một nhánh của sông Guayabero. Sông thường đuọc gọi với tên khác là "Sông năm màu" hay "Cầu vòng lỏng", thu hút nhiều khách du lịch bởi vì sắc màu của sông rất đẹp . Từ cuối tháng 7 đến tháng 11, lòng sông có nhiều màu khác nhau như vàng, lục, lam, đen, và đặc biệt là màu đỏ do sự tồn tại của loài Macarenia clavigera (thuộc họ Podostemaceae) ở đáy sông.

## Lịch sử
Trong nhiều năm, một số người cho rằng con sông này là một trong những con sông đẹp nhất thế giới. Theo trích dẫn từ National Geographic, con sông dường như có nguồn gốc từ "Vườn Địa Đàng" (Theo tiếng Anh, con sông xinh đẹp này được dịch là "Crystal Channel")(tiếng Tây Ban Nha: Paraíso).